# Asakura Toshikage
Asakura Toshikage (朝倉 孝景?; 1428 – 1481) è stato un daimyō giapponese appartenente al clan Asakura.

## Biografia
Toshikage inizialmente sostenne il clan Yamana nella guerra Ōnin, ma cambiò la sua lealtà verso gli Hosokawa nel 1471, una mossa che lo mise in contrasto con il clan di cui era servitore, il clan Shiba.
L'anno seguente sconfisse la famiglia Kai di Echizen e divenne di fatto il capo di quella provincia. Aiutò Togashi Masachika  nei suoi sforzi per ripristinare l'autorità del clan Togashi nella provincia in preda alle ribellioni Ikki di Kaga (1473). La sua conquista di Echizen fu completa con la sua sconfitta degli Shiba a Kōfukuji nel 1479. Morì nel 1481 e gli succedette il figlio maggiore Ujikage.
Toshikage compose il Toshikage Jushichikajo (1480) - il codice di casa di Asakura Toshikage, uno dei codici di famiglia del periodo Sengoku. Stabilì la capitale Asakura al castello di Ichijōdani, che in qualche modo prefigurò le città-castello del periodo Edo.
Figli: Asakura Ujikage, Asakura Norikage e Asakura Kagetoshi.